# Polina Petrowna Gorschkowa
Polina Petrowna Gorschkowa (russisch Полина Петровна Горшкова, englisch Polina Gorshkova, wiss. Transliteration Polina Petrovna Gorškova; * 22. November 1989 in Toljatti, Russische SFSR, Sowjetunion) ist eine russische Handballspielerin, die für den rumänischen Erstligisten Rapid Bukarest aufläuft.

## Karriere

### Im Verein
Gorschkowa begann das Handballspielen im Alter von zehn Jahren in ihrem Geburtsort. In ihrer Jugend gewann sie in den Jahren 2004, 2005 und 2006 die russische Jugend-Meisterschaft. Die Außenspielerin lief mit der Damenmannschaft von GK Lada Toljatti in der höchsten russischen Spielklasse auf. Mit Lada gewann sie 2008 die russische Meisterschaft sowie 2012 und 2014 den EHF-Pokal. Im Sommer 2019 schloss sie sich dem Ligakonkurrenten PGK ZSKA Moskau an. Mit ZSKA gewann sie 2021, 2023 und 2024 die russische Meisterschaft sowie 2022, 2023 und 2024 den russischen Pokal. Im Sommer 2024 wechselte sie zum rumänischen Erstligisten Rapid Bukarest.

### In der Nationalmannschaft
Gorschkowa gewann mit der russischen Studentenauswahl, die von ihrem damaligen Vereinstrainer Lewon Akopjan betreut wurde, die Goldmedaille bei der Universiade 2015 in Gwangju. Sie lief bis kurz vor den Olympischen Spielen 2016 für die russische Nationalmannschaft auf. Nachdem Gorschkowa nicht in den olympischen Kader berufen worden war, fand sie in der Nationalmannschaft keine Berücksichtigung mehr. Erst im März 2020 wurde sie wieder zu einer Trainingsmaßnahme der russischen Auswahl eingeladen. Mit der russischen Auswahl gewann sie die Silbermedaille bei den Olympischen Spielen in Tokio. Gorschkowa erzielte im Turnierverlauf insgesamt neun Treffer.